# Gare de Yasugi
La gare de Yasugi (安来駅, Yasugi-eki) est une gare ferroviaire de la ville de Yasugi, dans la préfecture de Shimane au Japon. La gare est gérée par la JR West.

## Situation ferroviaire
La gare de Yasugi est située au point kilométrique (PK) 331,8 de la ligne principale San'in.

## Histoire
La gare de Yasugi est inaugurée le 5 avril 1908.

## Service des voyageurs

### Accès et accueil
La gare dispose d'un bâtiment voyageurs, avec guichet, ouvert tous les jours.

### Desserte
- Ligne principale San'in :
  - voie 1 : direction Yonago, Tottori et Niimi
  - voies 2 et 3 : direction Matsue et Izumoshi